# Anne Bøe
Anne Bøe, född i Ålesund den 9 juli 1956, är en norsk författare. Hon debuterade med diktsamlingen Silkestein (1984), för vilken hon tilldelades Tarjei Vesaas debutantpris, och har etablerat sig som en lyriker med säregen röst genom samlingarna Ordenes kildemor (1987), Ildrose (1989), sinobersol snø (1993) och ingensteds overalt (1994). 1996 kom diktsamlingen Bølgenes sorg? de vet ingenting. Dikt i utvalg 1984–1996, med efterord av Eldrid Lunden. Sisyfos synger (2003) bekräftar hennes position som central samtidslyriker. Samlingen minimum utkom 2009.
Ett lågmält, men intensivt bildspråk präglat av överraskande kontraster och en fin känsla för språkets klangmässiga och rytmiska valörer kännetecknar hennes dikt.